# Vagão

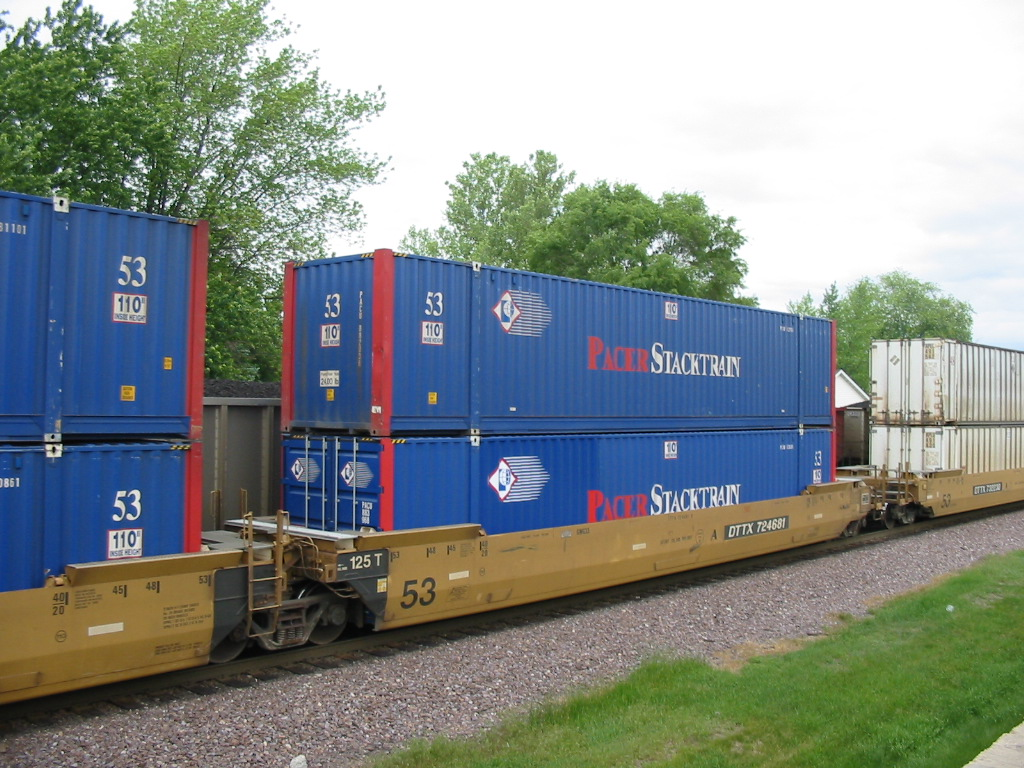
Vagão articulado carregando containers

Vagão é um veículo de uma estrada de ferro ou ferrovia construído de propósito para o transporte de mercadorias, animais ou passageiros.
Há vários tipos de vagões, consoante os tipos de carga, sendo os principais: fechado, gôndola, tanque, plataforma (prancha) e gaiola (atualmente fora de uso). Há também o vagão Double Stack.

## Diferenças
Contrariamente ao brasileiro que emprega vagão tanto para o transporte de cargas como de passageiros (ex: vagão-leito), em Portugal para o transporte de passageiros usa-se carruagem (ex: carruagem-cama).

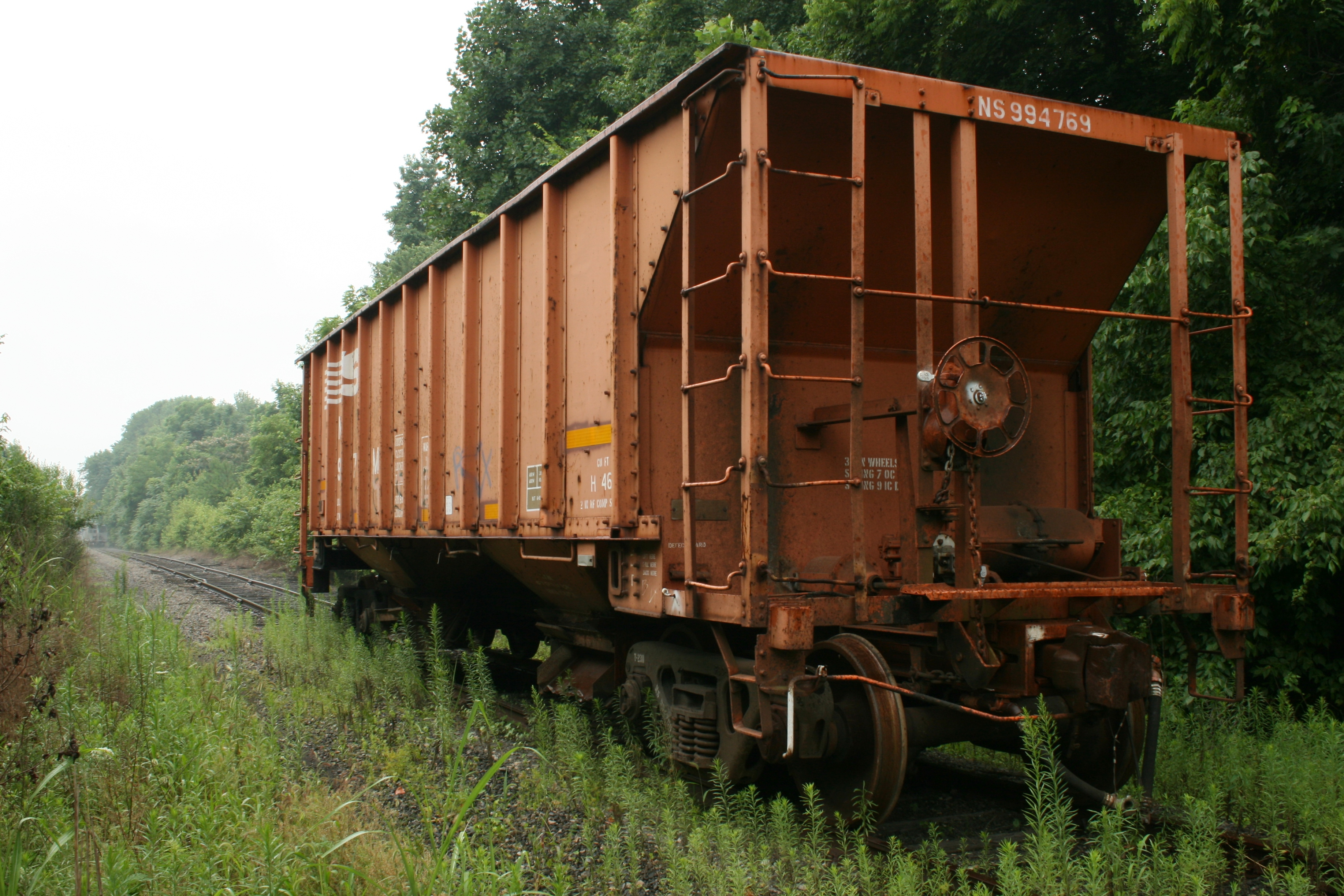
Vagão para o transporte de cargas sólidas a granel.